# Auszugshaus

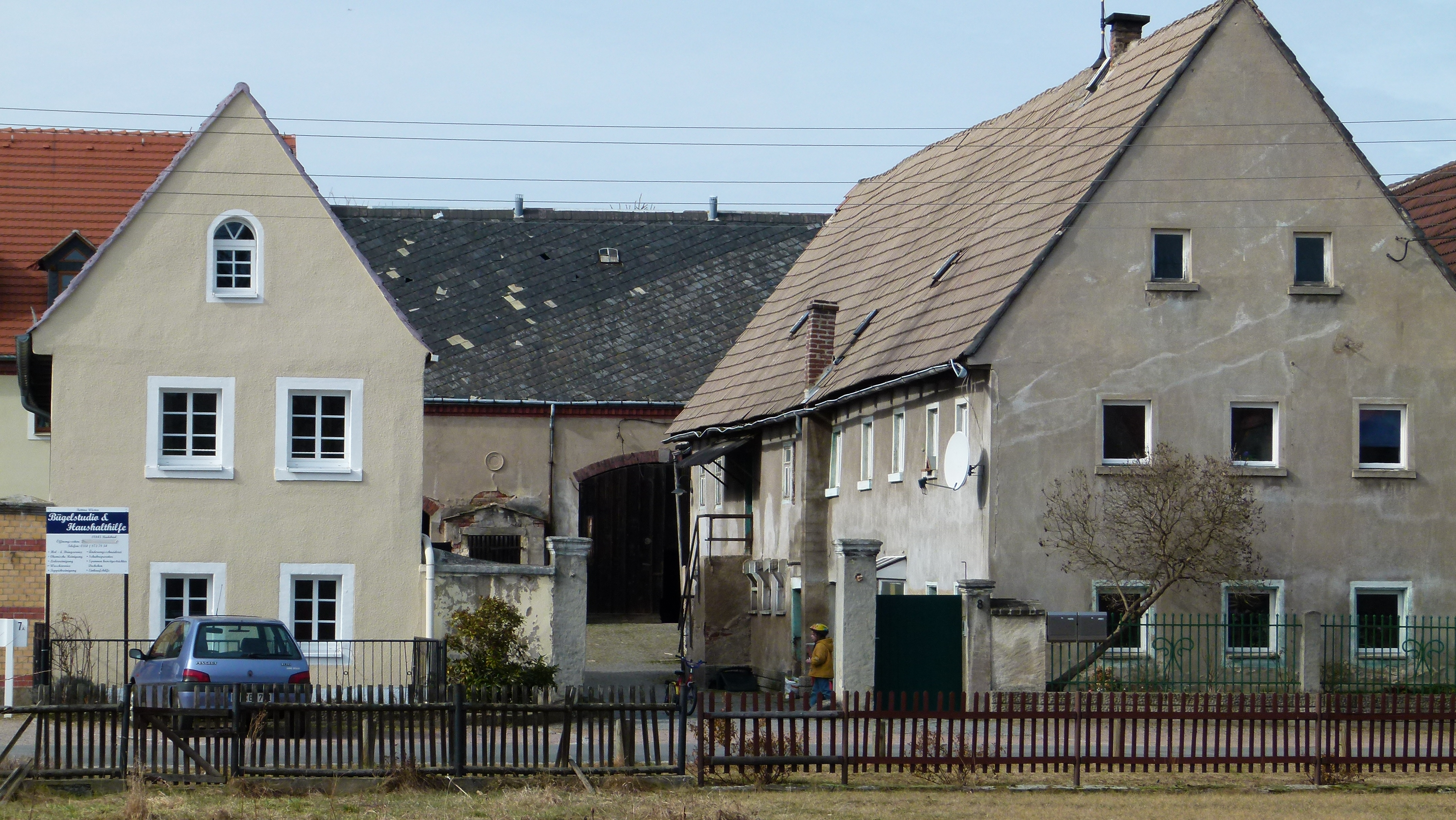
Ein für den Anger im sächsischen Naundorf typischer Dreiseithof. Links steht das Auszugshaus der Altenteiler, rechts das Wohnstallhaus des Gutsbesitzers, im Hintergrund die Scheune mit Durchfahrt auf die dahinterliegende Halbhufe.

Mit Auszugshaus, Austragshaus, Ausziehhaus, Ausnahm(s)haus, früher auch  Abnahme oder Abnahmehaus wird ein auf einer Hofstätte errichtetes kleineres Gebäude bezeichnet, das für die Altbauern (Altenteiler) errichtet wurde und, nach der Übergabe des Hofes an die Erben, den Altbauern als Wohnstätte dient. Weitere Begriffe sind Ausgeding(e)haus, Auszügler, Nahrungshaus bzw. Korbhaus oder Stöckli (Schweizerdeutsch), auch Ellerhaus oder, nach dem übergeordneten Vertrag, kurz Ausgedinge oder Altenteil.

## Beschreibung

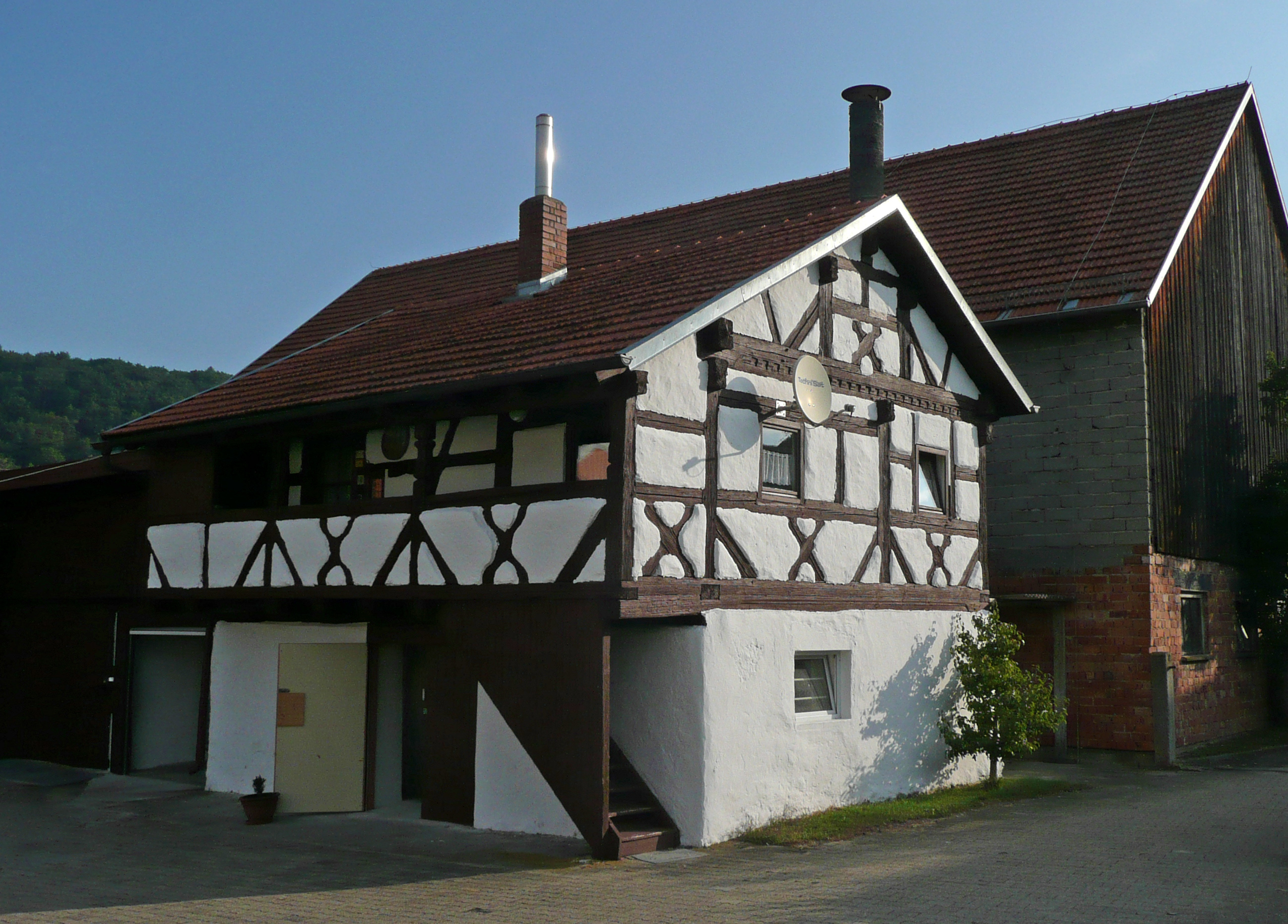
Austragshaus (Korbhaus) in Böhming im Altmühltal

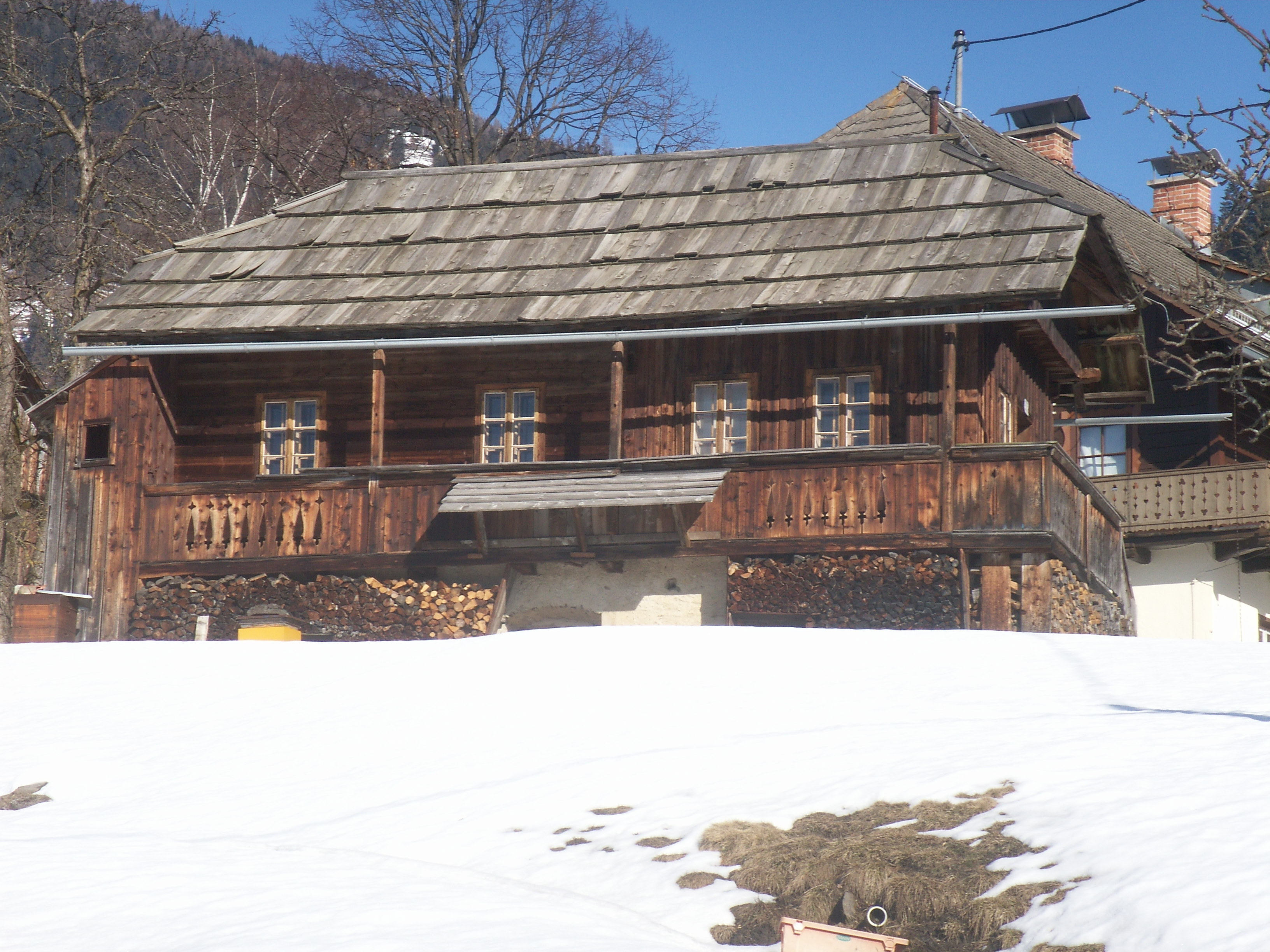
Ein für die Kärntner Nockberge typisches Auszugshaus am Millstätter Berg

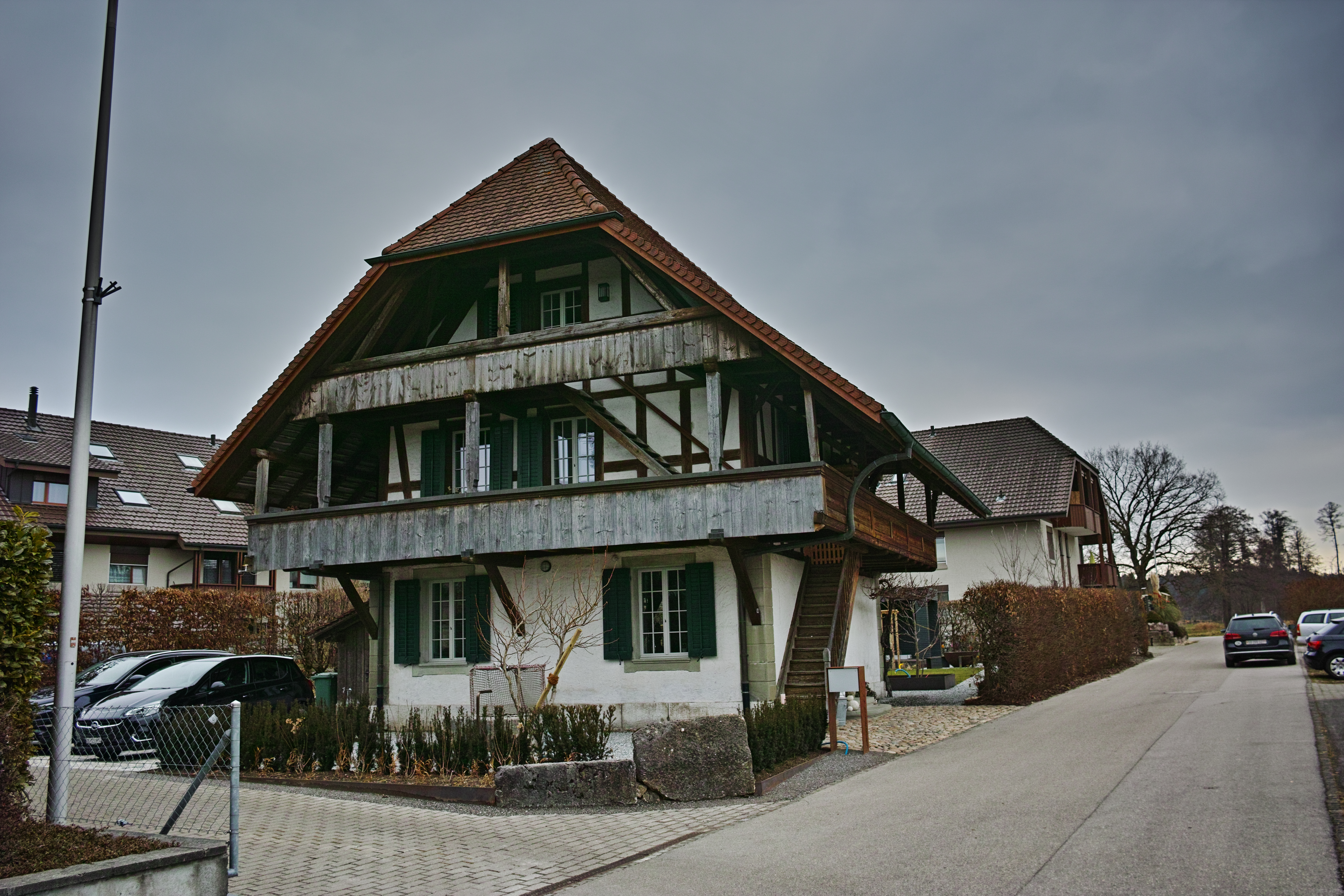
Stöckli in Zielebach im Kanton Bern

Die Übergabe des Hofes wird durch einen Vertrag geregelt, der als Ausgedinge, in Bayern als Austrag bezeichnet wird, da der bisherige Besitzer aus den Büchern „ausgetragen“ wird.
Die Bewohner des Austragshauses heißen Austrägler oder Altenteiler, seltener auch Nahrungsmänner bzw. -frauen, in Bayern Austragsvater/-mutter. Im Allgemeinen waren Austragshäuser nur auf wohlhabenderen Höfen vorhanden, auf ärmeren Höfen mussten sich die Austrägler mit einer Austragsstube begnügen. In einigen Landschaften, wie etwa dem Altmühljura, besaßen jedoch viele Höfe ein Austragshaus.
Korb- oder Austragshäuser sind in der Regel einfach und schlicht. Auf kleiner Grundfläche errichtet, sind sie jedoch häufig mehrstöckig. Oft wurden Teile des Gebäudes, in dem sich die Austragswohnung befand, als Nutzraum verwendet, auch ein kleiner Stall gehörte mitunter dazu, darin konnten die Austragseltern, soweit ihre Kräfte es noch zuließen, (Klein-)Vieh für den eigenen Bedarf halten.